# La Presilla
La Presilla es una entidad de población española del municipio de Valle de Mena, perteneciente a la provincia de Burgos, en la comunidad autónoma de Castilla y León.

## Historia
Hacia mediados del siglo XIX, el lugar, ya por entonces perteneciente al ayuntamiento de Valle de Mena, tenía contabilizada una población de quince habitantes. Aparece descrito en el decimotercer volumen del Diccionario geográfico-estadístico-histórico de España y sus posesiones de Ultramar de Pascual Madoz con las siguientes palabras:

PRESILLA (la): l. en la prov., aud. terr. y c. g. de Búrgos (18 leg.), part. jud. de Villarcayo (4), dióc. de Santander (19), ayunt. del valle de Mena (1/2). sit. en terreno desigual; su clima es frio; sus enfermedades mas comunes las inflamatorias. Tiene 11 casas; igl. parr. (San Roque), servida por un cura, que provee el diocesano por oposicion entre patrimoniales, y una fuente de buenas aguas. Confina N. Ungo; E. Mena mayor; S. Trambas-aguas, y O. Mantranilla. El terreno es de secano y de mediana calidad: por él corren las aguas del r. Cadagua. Los caminos son veredas para los puntos limítrofes: recibe la correspondencia en Mercadillo. prod.: trigo, cebada, maiz, patatas y algunas legumbres; cria ganado lanar y cabrío. pobl.; 4 vec., 15 alm. imp.: 99 rs.
(Madoz, 1849, p. 214)

En 2022, tenía empadronados nueve habitantes.